# شهریار یکم
شهریار پسر شروین (درگذشتهٔ ۲۱۰ ق / ۸۲۵ م) از فرمانروایان سلسله باوندیان بود.
شهریار پسر شروین پسر سرخاب که به رسم گروگان نزد هارون الرشید می‌زیست، پس از بیماری خلیفه، به نزد پدر بازگشت و با مرگ شروین، رشته کارها را در دست گرفت. پس از مرگ ونداد، پسر او قارن یار دیرین دوران اسارتش، نیز رشته دوستی را نگسست و خود را فرمانبردار شهریار دانست. در ۲۰۱ ق / ۸۱۶ م عبدالله بن خردادبه، والی طبرستان از سوی عباسیان، بسیاری ارتفاعات طبرستان را تصرف کرد و شهریار را وا پس راند. ظاهراً پس از این پیروزی‌ها، مأمون از شهریار و قارن خواست که برای پیکار با رومیان در رکابش حاضر شوند. شهریار نپذیرفت، ولی قارن دعوت او را لبیک گفت و از خلیفه نیکویی‌ها دید. شهریار ناخشنود از رفتار قارن، بسیاری از املاک او را مصادره کرد. مازیار پسر قارن، تجاوز شهریار را بر خود گران یافت و به مقابله پرداخت، ولی شکست خورد و به نزد پسر عمّ خود ونداُمید رفت. شهریار او را از وندامید طلب کرد، این نیز مازیار را به بند کشید، ولی مازیار زندانبان را فریفت و از بن گریخت و به بغداد رفت. چندی بعد شهریار درگذشت.
برخی جانشین او را جعفر می‌دانند «میر خواند: حبیب السیر، ج ۲، ص ۴۱۷»، ولی ابن اسفندیار از جفعر یاد نکرده و شاپور را جانشین او دانسته است. گذشته از این نام جعفر در این روزگار که باوندیان هنوز به اسلام گردن ننهاده بودند، با واقعیت فرهنگی و دینی منطقه همخوانی ندارد.